# Mózgprocesor
Mózgprocesor – tekstowa gra komputerowa wydana w roku 1989 przez przedsiębiorstwo Computer Adventure Studio, uznana przez autorów Bajtów polskich za szczytowe osiągnięcie w gatunku polskich gier tekstowych.
Fabuła gry przedstawia misję wyszkolonego agenta, który przedostaje się na niewielką Wyspę Thompsona  celem odnalezienia tytułowego biologicznego procesora, który ma być wszczepiony jego wynalazcy – profesorowi Brownowi, który uległ poważnemu wypadkowi. Czas misji to cztery godziny.
Grę napisał na komputer ZX Spectrum trzyosobowy zespół – Piotr Kucharski, Krzysztof Piwowarczyk i Wiesław Florek, wszyscy zamieszkali w Bochni. Twórcy pisali grę z przerwami przez dwa lata, między innymi podczas przygotowań do matury, a dodatkowo w obliczu niedostatków sprzętowych. Mimo warunków pracy podczas powstawania gry, Marcin Przasnyski z Bajtka pochwalił rozbudowany charakter produkcji, w tym bogaty słownik dostępnych komend. Bohater nie może np. nieść zbyt wielu lub zbyt ciężkich przedmiotów, męczy się, jest narażony na promieniowanie.
Mózgprocesor na tle wcześniej wydawanych gier tekstowych wyróżniał się starannie przygotowanymi opisami, dobrą oprawą graficzną zajmującą 14 kilobajtów kodu gry i elementami kontrolnymi takimi, jak pozostały czas do końca gry, kompas i miernik promieniowania. Również dystrybucja ze strony wydawcy była na wysokim poziomie; w erze handlu nielegalnymi kopiami oprogramowania na giełdach komputerowych na przegrywanych kasetach, Computer Adventure Studio rozprowadzało swój tytuł również na kasetach, acz z estetycznie przygotowaną drukowaną instrukcją. Mimo oficjalnego kanału sprzedaży, znakomita większość kopii powielana była na giełdach w sposób nielegalny i nie uzyskała dobrego wyniku sprzedażowego mimo reklam w Bajtku i Top Secrecie, co czyniło ją najsilniej promowanym wtedy polskim tytułem.
Mimo ambicji wydawcy nie udało się wydać gry na Zachodzie, dokonać portu na PC, ani udostępnić środowiska programistycznego do odsprzedania innym producentom. W roku 1990 wydali oni konwersję Mózgprocesora na Atari XL/XE, zaś w roku 1991 wydawcą została firma Mirage Software.